# Pristimantis samaipatae
Pristimantis samaipatae es una especie de anfibio anuro de la familia Craugastoridae.

## Distribución
Esta especie habita entre los 800 y 2000 m de altitud en la vertiente oriental de la Cordillera de los Andes en Bolivia en los departamentos de Santa Cruz, Chuquisaca y Tarija y en Argentina en el norte de la provincia de Salta.

## Etimología
Se le dio su nombre de especie en referencia al lugar de su descubrimiento, Samaipata.

## Publicación original
- Köhler et Jungfer, 1995 : Eine neue Art und ein Erstnachweis von Fröschen der Gattung Eleutherodactylus aus Bolivien. Salamandra, vol. 31, p. 149–156.[5]